# Possessão espiritual
Possessão espiritual, posse espiritual ou subjugação é a crença paranormal e ou sobrenatural segundo a qual almas, espíritos, deuses, daemons, demônios, animas, extraterrestres ou outras entidades imateriais assumem o controle de um corpo humano,  normalmente prejudicando a saúde e ou seu comportamento. O termo também pode descrever uma ação similar de se movimentar um objeto inanimado, possivelmente através da telecinésia. O conceito de possessão existe em quase todas religiões, incluindo o Cristianismo, o Budismo, o Vodu haitiano, Wicca e tradições da África e do Sudoeste Asiático. O conceito também pode ser visto na mitologia e no folclore de muitas culturas. Dependendo do contexto cultural em que se dá, a possessão pode ser considerada voluntária ou involuntária, tendo efeitos benéficos ou prejudiciais para o possuído. (Ver Transtornos de transe e possessão)
Os mais suscetíveis de serem possuídos são pessoas com limites fracos e baixa auto-estima, o que para céticos acerca da possessão aponta para o envolvimento do ego disfuncional em manifestações deste fenômeno, em vez de reais entidades externas.

## Possessão espiritual e medicina
A Classificação internacional de doenças (CID) em sua décima atualização, a CID-10, em seu item F44.3 define os chamados "Transtornos de transe e possessão" como:
"Transtornos caracterizados por uma perda transitória da consciência de sua própria identidade, associada a uma conservação perfeita da consciência do meio ambiente."
Contudo, explicitamente descreve em alínea seguinte:
"Devem aqui ser incluídos somente os estados de transe involuntários e não desejados, excluídos aqueles de situações admitidas no contexto cultural ou religioso do sujeito."
Nesse sentido é feita a distinção entre o estado de transe normal - a exemplo a hipnose, não mais considerado doença - e o transtorno dissociativo psicótico, uma patologia psiquiátrica. Exclui-se desse item também, entre outros, a esquizofrenia. Evidencia-se também na CID que os estados de transes tidos por espiritualistas como oriundos de "possessões espirituais" - comuns em ambientes religiosos -  não são acobertados pelo item F.44.3 citado, e não são considerados patológicos; e apesar da CID reconhecer tais estados de transe ao excluí-los explicitamente, também não aponta "espíritos" como causa de transe algum, mesmo que alguns adeptos espiritualistas insistam em dizer o contrário.
A expressão "possessão" figura no referido item da CID com acepção que remete aos estados de agitação demasiada, de agressividade ou mesmo de fúria; e mediante tal acepção a leitura do item associado em íntegra implica, nitidamente, o não reconhecimento da tal causa "espiritual" (vide alínea). Argumento em favor da asserção inicial deriva também do fato de que o reconhecimento de tal causa pela Organização Mundial de Saúde implicaria a inserção compulsória dessa na CID bem como a necessidade de tratamento ou acompanhamento específicos visto serem tais estados de "possessão" prontamente reconhecidos, antes de mais nada pelos próprios espiritualistas, como situações muitas vezes prejudiciais à saúde do "possuído" e que requerem por tal tratamento ou mesmo acompanhamento "espiritual" imediato, tratamentos esses certamente fornecidos - segundo suas crenças - pelos referidos grupos ou autoridades religiosas capacitadas junto aos seus templos ou ambientes de reuniões; contudo não definidos, estabelecidos, tampouco cogitados pela Organização Mundial de Saúde.
O Manual Diagnóstico e Estatístico de Transtornos Mentais, em sua quarta revisão (1994), incluiu advertência contra a interpretação equivocada de experiências espirituais ou religiosas como transtornos mentais e distinguiu dos transtornos mentais uma outra categoria de problemas classificados como “outras circunstâncias que podem ser foco de atenção clínica”, incluindo-se a isto uma subcategoria específica denominada “problemas espirituais ou religiosos”, para a orientação de profissionais da saúde no diagnóstico e tratamento de alguns possíveis problemas não-patológicos dos pacientes.

## Possessão espiritual e as diferentes explicações espiritualistas

### Espiritismo
Segundo o espiritismo possessão espiritual seria sinônimo de subjugação, uma das variedades da obsessão. De acordo com o espiritismo o termo possessão estaria incorreto por dois motivos: porque implica a crença em seres criados e voltados perpetuamente ao mal, o que estaria em desacordo com a doutrina espírita que ensina que todos os seres progridem com o tempo conforme a Lei do progresso; e porque implica a ideia de apoderamento de um corpo por um espírito estranho, uma espécie de coabitação, quando na verdade o que ocorreria seria um constrangimento, uma dependência absoluta que uma alma pode achar-se em relação a espíritos inferiores. Portanto segundo este conceito, médiuns que incorporam espíritos superiores e praticam o bem não são considerados possessos. A subjugação portanto consiste na paralisação da vontade fazendo aquele que a sofre agir a seu mau grado. A subjugação pode ser moral, quando o subjugado toma resoluções absurdas e comprometedoras julgando sensatas, ou corporal, quando o espírito inferior atua sobre o corpo do subjugado provocando movimentos involuntários.

## Exemplos
Incidentes
- Aix-en-possessões em Provence
- Possessões Loudun
- Possessões Louviers

Individuais
- Alice Auma
- Anneliese Michel
- Clara Germana Cele
- George Lukins
- Gladys Osborne Leonard
- Johann Blumhardt
- Leonora Piper
- Lurancy Vennum
- Robbie Mannheim
- Michael Taylor
- Watseka Wonder